# Шталаг Люфт II
Stalag Luft II — (Kriegsgefangenenlager 2 der Luftwaffe или Kriegsgefangenenlager 2 d. Lw, Litzmannstadt) — нацистский лагерь для военнопленных советских летчиков, функционировавший под управлением Люфтваффе в 1941—1944 гг., в тогдашнем районе города Лодзи — Эрцхаузене Литцманнштадта (сегодняшний район Лодзи под названием Руда Пабьяницка в юго-западной части города), в квадрате улиц: Оджанской (нем. Валленштайнерштрассе; с юго-запада), Ретманской (нем. Парацельсусвег; с северо-запада), Лопяновой (нем. Швертбрудерштрассе; с северо-востока) и Зухув (нем. Голдене Пфорте; с северо-востока).

## История
| Дата                                                                        | Число пленных в шталаге |
| 1942 г.                                                                     | 1942 г.                 |
| --------------------------------------------------------------------------- | ----------------------- |
| 1 февраля                                                                   | 427                     |
| март                                                                        | нет данных              |
| 1 апреля                                                                    | 448                     |
| 1 мая                                                                       | 492                     |
| 1 июня                                                                      | 566                     |
| июль                                                                        | нет данных              |
| 1 августа                                                                   | 606                     |
| 1 сентября                                                                  | 382                     |
| 1 октября                                                                   | 504                     |
| 1 ноября                                                                    | 961                     |
| 1 декабря                                                                   | 753                     |
| 1943 г.                                                                     |                         |
| 1 января                                                                    | 528                     |
| 1 февраля                                                                   | 810                     |
| 1 мартa                                                                     | 720                     |
| 1 апреля                                                                    | 788                     |
| 1 мая                                                                       | 712                     |
| 1 июня                                                                      | 714                     |
| июль                                                                        | нет данных              |
| 1 августа                                                                   | 938                     |
| 1 сентября                                                                  | 1031                    |
| 1 октября                                                                   | 1052                    |
| ноябрь                                                                      | нет данных              |
| 1 декабря                                                                   | 766                     |
| 1944 г.                                                                     |                         |
| 1 января                                                                    | 758                     |
| 1 февраля                                                                   | 627                     |
| март                                                                        | нет данных              |
| 1 апреля                                                                    | 748                     |
| 1 мая                                                                       | 799                     |
| 1 июня                                                                      | 845                     |
| 1 июля                                                                      | 841                     |
| по рапортам ОКВ переданным в центр Международного Красного Креста в Женеве. |                         |

Шталаг находился в ведении Люфтваффе. Функционировал с конца лета 1941 г. до 1 сентября 1944 г. До размещения советских военнопленных в нём, возможно, кратковременно пребывали французские пленные. Среднедневное число советских пленных колебалось в границах от около 400 до чуть более 1000 человек.
В марте 1942 г. комендантом лагеря был хауптман Мальдбендэн (Maldbenden), а начальником охраны Кирштейн Кос (Kirstein Kos).
Условия пребывания в лагере были средне тяжелыми по сравнению с тем, что выпало на долю других пленных, например в концентрационных лагерях Освенцим или Маутхаузен-Гузен. Уровень смертности требует дальнейшего изучения, однако она точно не имела массового характера. Тела умерших пленных хоронили сначала поблизости лагеря, а позднее на православном кладбище в Долах (ул. Телефонична).
Часть пленных работала на лодзинских фабриках. Работали они также на строительстве большой перегрузочной железнодорожной станции на Олехове. В местах работы, кроме станции на Олехове, помощь пленным оказывали поляки, передавая им еду и папиросы. Возможно, часть пленных работала на строительстве большого подземного госпиталя (525 м²., кубатура 1600 кб.м.) для близлежащего аэродрома «Люблинек» на углу улиц Пабьяницкой и Евангелицкой (западный угол).
Формально Stalag Luft II был ликвидирован 1 сентября 1944 г., когда большинство пленных было вывезено в Шталаг Люфт III в Жагане. В Лодзи была однако оставлена группа больных и неработоспособных, большинство из которых дождалось освобождения 19 января 1945 г..
8 октября 1944 г. в бараках Шталага была временно размещена группа варшавских повстанцев, которые затем были вывезены в Stalag IV B-Zeithain (Мюльберг Эльба, Германия).
По завершении немецкой оккупации Лодзи (19 января 1945 г.), в марте-апреле в оставшихся после шталага бараках был размещен лагерь немецких военнопленных, который функционировал примерно до 1948 г. Территория лагеря видна на немецких аэрофотоснимках Лодзи сделанных в мае 1942 г..

## Попытки побега
Пленные предпринимали попытки побега, но практически все они закончились неудачей. Сбежать удалось только однажды (9 октября 1942 г.) двум офицерам летчикам Александру Кузнецову и Аркадию Ворожцову. Они осуществили побег во время работы на одной из фабрик в Лодзи. Помощь им оказали польские коммунисты из ППР. Через несколько месяцев находящийся под угрозой ареста А. Кузнецов был включен в состав первого лодзинского партизанского отряда Народной Гвардии. 8 мая 1943 г. под Гловном вместе с отрядом принял участие в бою с немцами, который закончился разгромом отряда. Уцелел, благодаря помощи жителей деревни Стары Валишев. Позже, с помощью варшавских коммунистов, попал в Варшаву и оттуда в партизанские отряды в районе Люблина, где дождался прихода Красной Армии.
А. Ворожцов был арестован в Лодзи в конце апреля 1943 года. После многомесячного следствия был направлен в концентрационный лагерь Освенцим, где у него был номер 188 052. В июле 1944 г. был вывезен в составе группы из 400 узников в концентрационный лагерь Маутхаузен-Гузен возле города Линц в Австрии и находился там до освобождения лагеря 5 мая 1945 г.
Также имела место попытка побега через подкоп. В течение 2-х месяцев зимой с 1941 на 1942 г. группа пленных офицеров из барака номер 13 копала лаз длинной 25 метров за территорию лагеря. Однако незадолго до намеченной даты побега в подкоп провалился часовой. Под пустым бараком номер 14 (от которого лаз вел за ограду) немцы нашли вещественные доказательства подготовки побега. Наказанию в виде побоев и помещения в карцер подверглись все 12 пленных копавших лаз, в том числе Юрий Цуркан. Весной 1943 г. он был выслан в Stalag Luft VI в Хайдекруг в Восточной Пруссии, на границе с Литвой. Из этого лагеря Юрий Цуркан организовал побег через подкоп группы из 41 пленного, но вскоре был схвачен, отправлен в гестапо Тильзита, а затем помещен в концентрационный лагерь Штуттгоф. Позднее он был вывезен в концентрационный лагерь Маутхаузен. Юрию Цуркану удалось выжить. В 1967 г. вышла книга «Последний круг ада», в которой он опубликовал свои воспоминания, в том числе о пребывании в Stalag Luft II..

## Расследования по делу лагеря в послевоенный период
Вопрос функционирования лагерей военнопленных на территории Лодзи, в том числе Stalag Luft II, находился и находится в компетенции Окружной Kомиссии Исследования Гитлеровских Преступлений при польском Институте Национальной Памяти, отдел в Лодзи. Материалы собранные в ходе проведенного расследования находятся в Институте. Однако они имеют скорее исторический нежели процессуальный характер.
Первые расследования по делу Stalag Luft II были предприняты в апреле 1948 г. Было допрошено 8 человек, кроме того был проведен осмотр территории бывшего лагеря, были составлены схемы местности и сделано несколько фотографий. Не известно по какой причине дальнейшие следственные действия были прерваны. Возобновлены они были после восстановления работы Окружной Kомиссии в Лодзи. Следствию был дан номер OKŁ, Ds. 60/67 — ОКЛ, Дс 60/67 («следствие касательно преступлений совершенных гитлеровцами в 1941—1945 гг. в лагере советских военнопленных в Лодзи»). Следствие продолжалось до декабря 1977 г. и было прекращено на основании следующих выводов следователя:
- на данный момент отсутствует возможность дальнейшего сбора доказательств, которые могли бы внести в дело что-либо новое,
- следствие следует прекратить в связи с тем, что виновные в военных преступлениях против советских военнопленных в лагере в Руде Пабьяницкой не установлены,
- поскольку собранные доказательства свидетельствуют о бесспорных и многочисленных фактах нарушения международного права, материалы следствия могут представлять ценность в качестве вспомогательных исторических материалов,
- дальнейшая работа по данному делу может вестись внепроцессуально с целью определения, имеются ли в Государственном архиве в Лодзи документы времен гитлеровской оккупации непосредственно или косвенно касающиеся лагеря в Руде Пабьяницкой; в случае если будет установлено, что такие документы там имеются и представляют доказательную ценность, возникнет потребность следствия,
- в связи с вышеназванными предпосылками дальнейшее ведение следствия является нецелесобразным.

## Увековечивание памяти

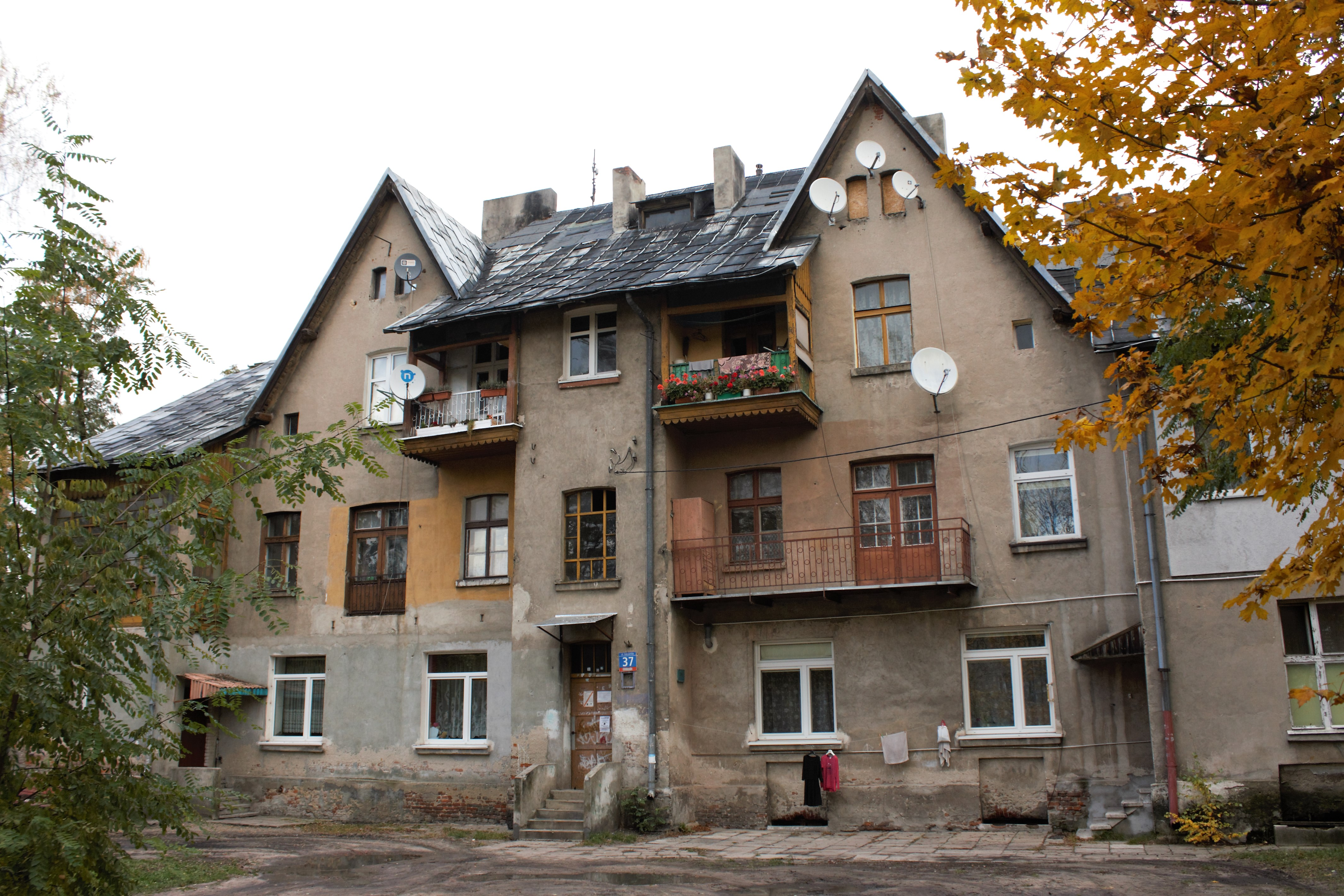
Здание бывшей комендатуры Шталаг Люфт II

В настоящее время территория бывшего Stalag Luft II не имеет выраженных признаков исторического памятника, хотя сохранилась часть его построек, в первую очередь здание комендатуры и строения в которых располагались подразделения охраны. Действия по увековечиванию памяти предпринятые в 1989 г. местным комитетом «Оджаньска» при поддержке Воеводского Комитета по Охране Памяти Борьбы и Мученичества в Лодзи  Архивная копия от 29 октября 2016 на Wayback Machine не были успешно завершены.
Были предприняты действия с целью установки на углу улиц Оджаньской и Зухув камня с соответствующей памятно-информационной табличкой. Координатором начальных организационных мероприятий стал Отдел истории оккупации Лодзи и лодзинского округа в лодзинском Музее традиций независимости, который в течение многих лет собирает всю историческую информацию об этом лагере.
В собрании лодзинского Музея традиций независимости находится реконструкция плана лагеря, выполненная в 1961 г. жителем этой местности. а также деревянная декоративная тарелка подписанная «Stalag Luft 2 — Litzmannstadt — 1942» . Кроме того в экспозиции Отдела Второй мировой войны данного музея находятся незарегистрированные материалы касающиеся вышеупомянутого Александра Кузнецова (прежде всего сканы его документов и фотографий времен оккупации). У сотрудников Музея есть контакт с родственниками Александра Кузнецова.
В российской интернет-базе «Мемориал» Министерства обороны РФ содержащей имена и фамилии военнослужащих содержится информация о узниках данного шталага со сканами их персональных карточек..